# Вужиськ
Вужи́ськ — село в Україні, у Забродівській сільській громаді Ковельського району Волинської області. Населення становить 299 осіб.

## Географія
Село розташоване на правому березі річки Вижівки.

## Історія
До 2 серпня 2018 року село підпорядковувалось Замшанівській сільській раді Ратнівського району Волинської області.
19 липня 2020 року, в результаті адміністративно-територіальної реформи та ліквідації Ратнівського району, село увійшло до новоутвореного Ковельського району.

## Населення
Згідно з переписом УРСР 1989 року чисельність наявного населення села становила 323 особи, з яких 162 чоловіки та 161 жінка.
За переписом населення України 2001 року в селі мешкало 299 осіб. 100 % населення вказало своєю рідною мовою українську мову.